# Lopus decolor
Lopus decolor is een wants uit de familie van de blindwantsen (Miridae). De soort werd het eerst wetenschappelijk beschreven door Carl Fredrik Fallén in 1807.

## Uiterlijk
Lopus decolor heeft als volwassen dier altijd volledige vleugels en kan 4,5 tot 5 mm lang worden. Het mannetje is grijs of bruingrijs en langwerpig van vorm en het doorzichtige deel van de vleugels is grijs met geelgrijze aders. Het vrouwtje is grijsgeel of bruin en meer ovaal gevormd en heeft een doorzichtig deel van de vleugels dat lichter grijs is. De randen aan de zijkant van de vleugels zijn lichter van kleur. De antennes zijn bruin of zwart, de pootjes zijn grijs of bruingrijs. 

## Leefwijze
De wantsen leven op diverse grassen zoals gewoon struisgras (Agrostis capillaris), bochtige smele (Deschampsia flexuosa) en moerasstruisgras (Agrostis canina). De volwassen dieren worden van juni tot juli waargenomen in natte en droge gebieden. Er is een enkele generatie per jaar en ze overwinteren als eitje.

## Leefgebied
De soort is in Nederland zeer algemeen maar komt langs de kust minder vaak voor. Het verspreidingsgebied strekt zich uit van Europa tot het Midden-Oosten en is ook in Noord-Amerika geïntroduceerd.